# Norra Amerika

Karta över Norra Amerika.

Norra Amerika (eng. Northern America) är en underregion av Amerika, skild från men en del av den Nordamerikanska kontinenten, och som inkluderar alla territorier norr om Mexiko och Västindien. Enligt Förenta nationerna består underregionen Norra Amerika av:
- Kanada
- USA
- Grönland, ett självstyrande danskt territorium
- Saint-Pierre och Miquelon, ett franskt territorium
- Bermuda, ett brittiskt territorium

Större delen av Mexiko tillhör geografiskt sett världsdelen Nordamerika, men FN definierar hela Mexiko som en del av Centralamerika från en geopolitisk synpunkt.